# Topaz (film)
Topaz – film fabularny w reżyserii Alfreda Hitchcocka z 1969 roku, na podstawie powieści Leona Urisa.

## Obsada
- Frederick Stafford – André Devereaux
- Dany Robin – Nicole Devereaux
- Karin Dor – Juanita de Cordoba
- John Vernon – Rico Parra
- Claude Jade – Michèle Picard
- Michel Subor – François Picard
- Michel Piccoli – Jacques Granville
- Philippe Noiret – Henri Jarré
- Roscoe Lee Browne – Philippe Dubois
- Per-Axel Arosenius – Boris Kusenov
- John Forsythe – Michael Nordstrom
- Edmon Ryan – McKittreck
- Sonja Kolthoff – pani Kusenov
- Tina Hedström – Tamara Kusenov
- John van Dreelen – Claude Martin
- Donald Randolph – Luis Uribe
- Roberto Contreras – Muñoz
- Carlos Rivas – Hernandez
- Roger Til – Jean Chabrier
- Lewis Charles – Pablo Mendoza
- Sándor Szabó – Emile Redon
- Anna Navarro – Carlotta Mendoza
- Lew Brown – urzędnik amerykański
- John Roper – Thomas
- George Skaff – René d’Arcy
- Ann Doran – pani Forsyth
- Eva Wilma – Rosita Gomez

## Fabuła
Amerykański agent CIA wynajmuje francuskiego współpracownika, Devereaux, który ma się udać na Kubę by sprawdzić pogłoski o rosyjskiej broni i podwójnym agencie w NATO, działającym pod pseudonimem Topaz. Śledztwo rozpoczęte w Hawanie zaczyna nabierać niebezpiecznego tempa pozostawiając za sobą falę kryzysu rządowego, morderstwa, zdrady i samobójstwa. Po zakończeniu misji Devereaux powraca do Francji, by zdemaskowć podwójnego agenta.